# The Deep Blue Sea (película de 2011)
The Deep Blue Sea es una película dramática británica de 2011 dirigida por Terence Davies y protagonizada por Rachel Weisz, Tom Hiddleston y Simon Russell Beale. Es una adaptación de la obra teatral de 1952 de Terence Rattigan Un profundo mar azul sobre la esposa de un juez que se involucra en una aventura con un expiloto de la RAF. Esta versión cinematográfica fue financiada por UK Film Council y Film4 y producida por Sean O'Connor y Kate Ogborn.
La filmación comenzó a finales de 2010 y se lanzó en el Reino Unido en 2011, el año del centenario de Rattigan. Fue lanzada en los Estados Unidos en 2012 por Music Box Films.

## Sinopsis
En 1950, Hester Collyer, la esposa del juez de la Corte Suprema William Collyer, se ha embarcado en un apasionado romance con Freddie Page, un apuesto y joven piloto de la RAF preocupado por sus recuerdos de la Segunda Guerra Mundial. Su relación erótica la deja emocionalmente conmocionada. Para Freddie, esa mezcla tumultuosa de miedo y emoción que una vez estuvo en su vida parece que ya no está presente.

## Reparto
- Rachel Weisz como Hester Collyer.
- Tom Hiddleston como Freddie Page.
- Simon Russell Beale como William Collyer.
- Harry Hadden-Paton como Jackie Jackson.
- Sarah Kants como Liz Jackson.
- Karl Johnson como el señor Miller.
- Barbara Jefford como la madre de Collyer.
- Oliver Ford Davies como el padre de Hester.